# Sandal

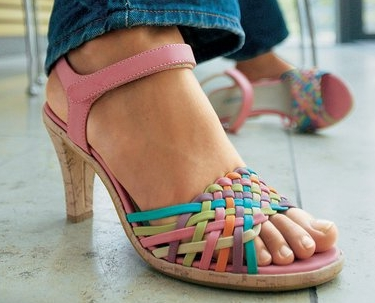
Sandal của phụ nữ

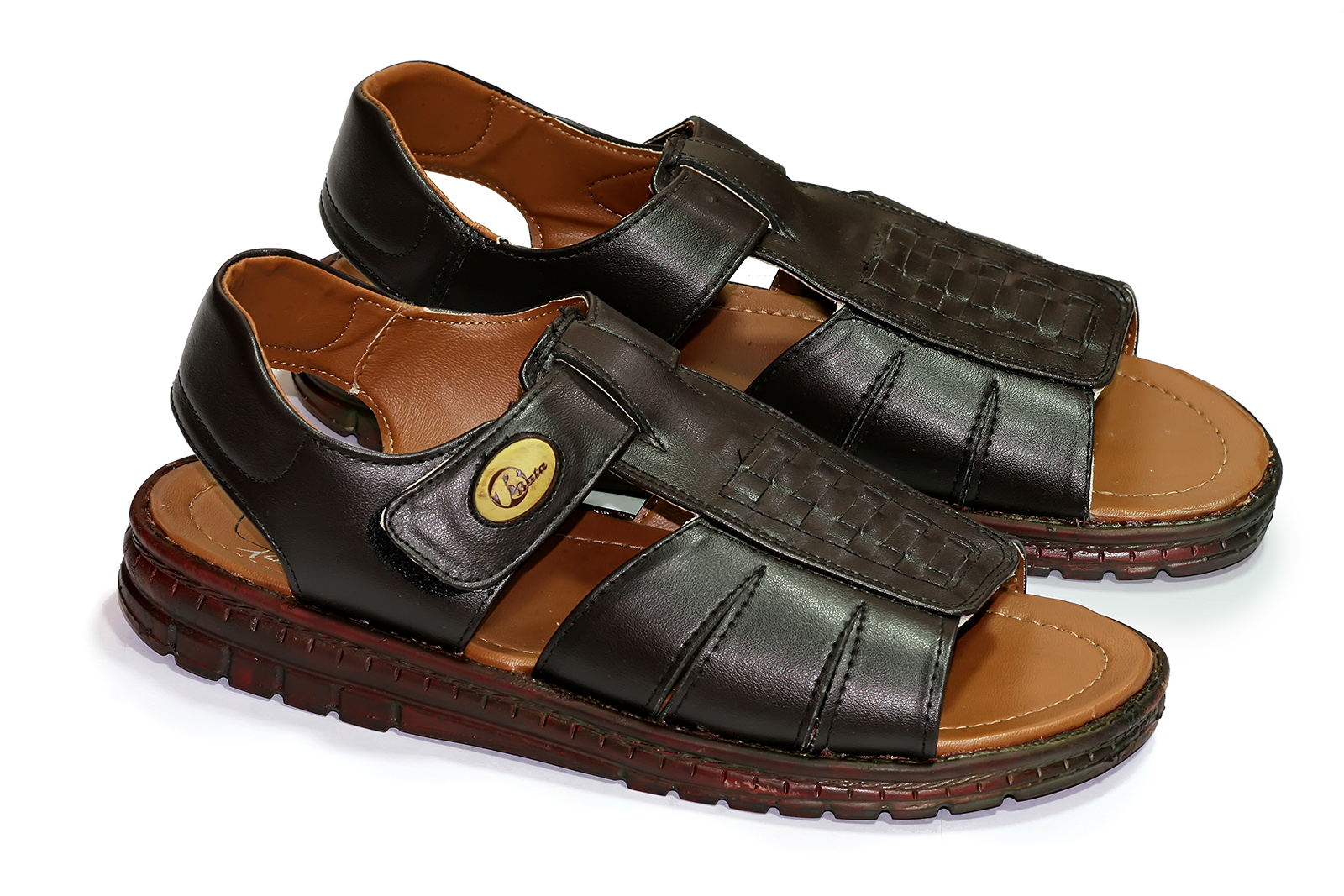
Sandal nam của hãng Bata Shoes

Sandal (tiếng Việt: xăng-đan hoặc giày quai hậu, từ tiếng Pháp sandale) là một loại dép có cấu trúc mở, bao gồm một đế được giữ vào chân người mang bằng một hệ thống đai và dây vòng qua mu bàn chân và cổ chân. Trong khi sự khác biệt của sandal với các loại giày dép khác đôi khi không rõ ràng (như trường hợp của huaraches— một loại giày da đan ở México), cách hiểu thông thưởng thì sandal để lộ đa số hoặc toàn bộ bàn chân, đặc biệt là các ngón chân. người ta chọn sandal vì nhiều lý do: tiết kiệm (vì dùng ít nguyên liệu hơn các loại giày kín, thoải mái khi mang trong khí hậu ấm áp, và (đặc biệt là phụ nữ) vì các lý do thời trang và để gây chú ý.
Thông thường, sandal được mang ở các vùng khí hậu nóng bức và các quãng thời gian nóng bức của năm vì nó giữ chân khô thoáng. Người mang sandal có khả năng bị nấm chân thấp hơn mang giầy kín, bít mũi, mang sandal cũng là các hỗ trợ điều trị nấm chân.

## Lịch sử

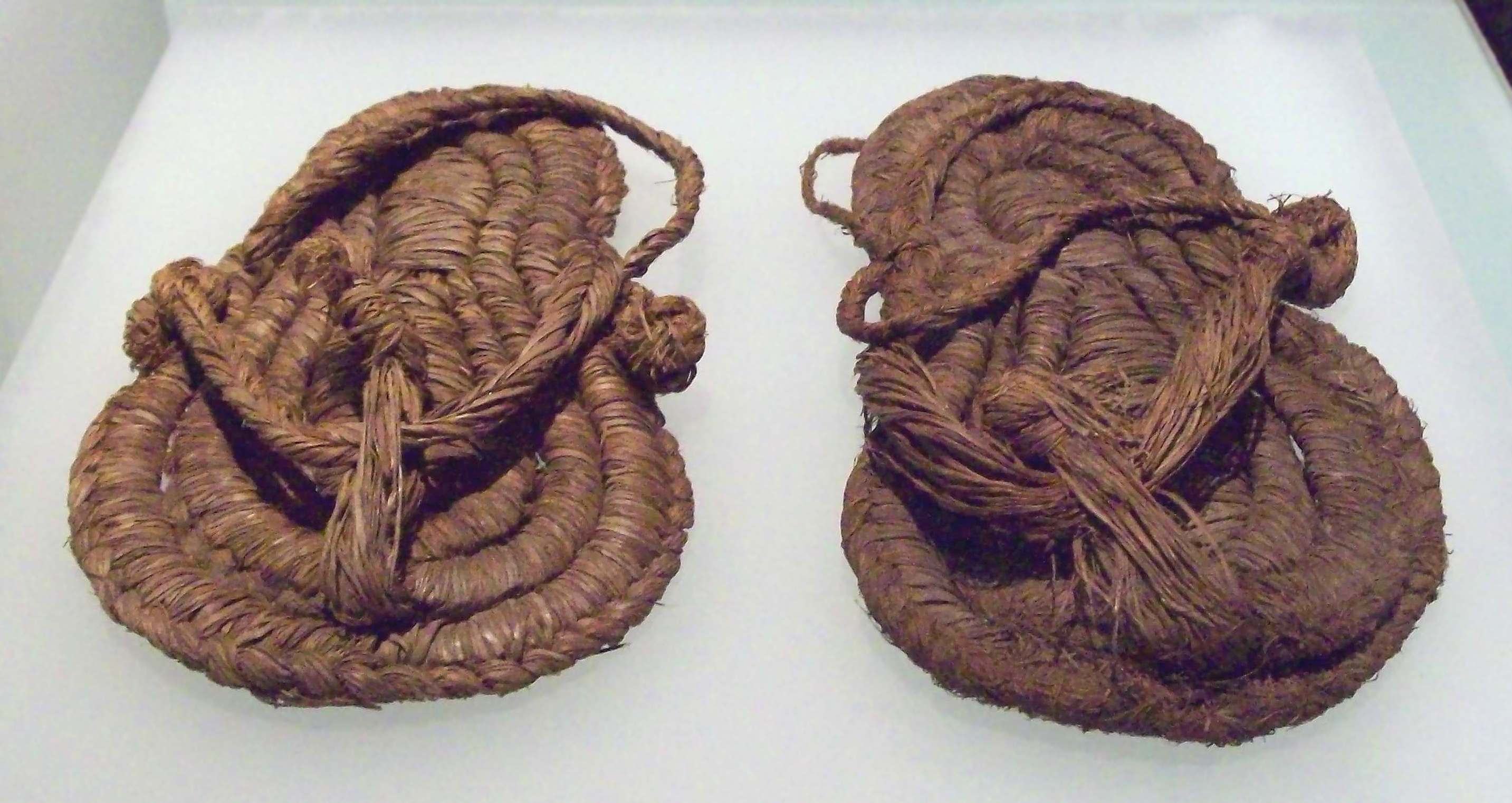
Esparto sandal từ thiên niên kỷ thứ 6 hoặc 5 trước Công nguyên, tìm thấy tại Tây Ban Nha

Đôi sandal cổ nhất (và cũng là loại giày dép cổ nhất) tìm thấy tại hang Fort Rock, bang Oregon nước Mỹ; định tuổi bằng đồng vị cacbon của vỏ cây loài Artemisia tridentaòa dệt nên đôi sandal cho biết độ tuổi ít nhất 10.000 năm.
Trong tiếng Anh, từ sandal bắt nguồn từ từ tiếng Hy Lạp sandalon. Người Hy Lạp cổ phân biệt giữa baxeae, một sandal làm bằng lá liễu, cành cây, hoặc sợi dành cho các diễn viên hài và các triết gia; và cothurnus, một loại sandal cao cổ cao lên trên phần giữa chân, dành cho các diễn viên bi kịch, kỵ binh, thợ săn, và người có cấp bậc và quyền hạn. Đế giày sau này đôi khi được làm dày hơn bình thường rất nhiều bằng cách chèn các lát bần, để tăng thêm tầm vóc của người mang.
Người Ai Cập cổ mang sandal làm từ lá cọ. Đôi khi chúng được bắt gặp trên bàn chân của các bức tượng Ai Cập. Theo Herodotus, sandal làm từ cây papyrus là một phần thiết yếu của trang phục đặc trưng của các linh mục Ai Cập.

## Cấu trúc
Một sandal thường có đế giày làm từ cao su, da, gỗ, tatami hay dây thừng. Nó được gắn vào chân bằng dây đai hẹp thường vắt qua giữa ngón cái và ngón thú hai của bàn chân hoặc vòng qua mu bàn chân hoặc vòng quanh cổ chân. Sandal có thể có hoặc không có đế cao.